# Polnische Meisterschaften im Skilanglauf 2010
Die Polnischen Meisterschaften im Skilanglauf 2010 fanden vom 25. bis zum 27. März 2010 in Szklarska Poręba statt. Ausgetragen wurden bei den Männern die Distanzen 10 km und 30 km und bei den Frauen 5 km und 15 km. Zudem wurden Sprintrennen absolviert. Bei den Männern gewann Maciej Kreczmer im Sprint und über 10 km und Sebastian Gazurek über 30 km. Bei den Frauen holte Sylwia Jaśkowiec die Meistertitel im Sprint und über 15 km sowie Paulina Maciuszek über 5 km.

## Ergebnisse Herren

### Sprint Freistil
| Platz | Name                   | Verein                 |
| ----- | ---------------------- | ---------------------- |
| 1     | Maciej Kreczmer        | LKS Poroniec Poronin   |
| 2     | Janusz Krężelok        | KS AZS-AWF Katowice    |
| 3     | Sebastian Gazurek      | NKS Trójwieś Beskidzka |
| 4     | Tomasz Kałużny         | LKS Poroniec Poronin   |
| 5     | Maciej Staręga         | UKS Rawa Siedlce       |
| 6     | Tomasz Kaczmarzyk      | NKS Trójwieś Beskidzka |
| 7     | Andrzej Nędza-Kubiniec | UKS Regle Kościelisko  |
| 8     | Bogusław Gracz         | LKS Poroniec Poronin   |

Datum: 25. März

Es waren 33 Läufer am Start.

### 10 km klassisch
| Platz | Name              | Verein                 | Zeit (min) |
| ----- | ----------------- | ---------------------- | ---------- |
| 1     | Maciej Kreczmer   | LKS Poroniec Poronin   | 30:20,3    |
| 2     | Sebastian Gazurek | NKS Trójwieś Beskidzka | 31:32,3    |
| 3     | Mariusz Michałek  | KS AZS-AWF Katowice    | 31:57,2    |
| 4     | Janusz Krężelok   | KS AZS-AWF Katowice    | 32:06,3    |
| 5     | Krzysztof Stec    | KS AZS-AWF Katowice    | 32:53,3    |
| 6     | Tomasz Kałużny    | LKS Poroniec Poronin   | 32:59,4    |
| 7     | Tomasz Kaczmarzyk | NKS Trójwieś Beskidzka | 33:06,8    |
| 8     | Maciej Staręga    | UKS Rawa Siedlce       | 33:24,8    |
| 9     | Bogusław Gracz    | LKS Poroniec Poronin   | 33:26,1    |
| 10    | Janusz Zając      | UKS Regle Kościelisko  | 33:50,8    |

Datum: 26. März

Es waren 28 Läufer am Start.

### 30 km Freistil Massenstart
| Platz | Name                   | Verein                     | Zeit (std) |
| ----- | ---------------------- | -------------------------- | ---------- |
| 1     | Sebastian Gazurek      | NKS Trójwieś Beskidzka     | 1:11:45,3  |
| 2     | Tomasz Kałużny         | LKS Poroniec Poronin       | 1:12:53,2  |
| 3     | Jan Antolec            | LKS Poroniec Poronin       | 1:12:53,9  |
| 4     | Bogusław Gracz         | LKS Poroniec Poronin       | 1:12:55,7  |
| 5     | Krzysztof Stec         | KS AZS-AWF Katowice        | 1:13:06,1  |
| 6     | Maciej Staręga         | UKS Rawa Siedlce           | 1:15:43,6  |
| 7     | Radosław Szwade        | MUKN Pod Stróżą Miszkowice | 1:15:44,5  |
| 8     | Wojciech Biskup        | AZS AWF Kraków-Zakopane    | 1:18:09,1  |
| 9     | Andrzej Nędza-Kubiniec | UKS Regle Kościelisko      | 1:18:11,4  |
| 10    | Sławomir Szczecina     | KS Jedność Nowy Sącz       | 1:18:20,2  |

Datum: 27. März

Es waren 23 Läufer am Start.

## Ergebnisse Frauen

### Sprint Freistil
| Platz | Name                 | Verein                 |
| ----- | -------------------- | ---------------------- |
| 1     | Sylwia Jaśkowiec     | KS AZS-AWF Katowice    |
| 2     | Magdalena Kozielska  | UKS Regle Kościelisko  |
| 3     | Paulina Maciuszek    | LKS Poroniec Poronin   |
| 4     | Aleksandra Prekurat  | KS AZS-AWF Katowice    |
| 5     | Anna Staręga         | UKS Rawa Siedlce       |
| 6     | Agnieszka Szymańczak | LKS Klimczok Bystra    |
| 7     | Natalia Grzebisz     | UKS Rawa Siedlce       |
| 8     | Dorota Zapała        | LKS Witów Mszana Górna |

Datum: 25. März

Es waren 23 Läuferinnen am Start.

### 5 km klassisch
| Platz | Name                | Verein                    | Zeit (min) |
| ----- | ------------------- | ------------------------- | ---------- |
| 1     | Paulina Maciuszek   | LKS Poroniec Poronin      | 16:50,2    |
| 2     | Sylwia Jaśkowiec    | KS AZS-AWF Katowice       | 16:53,1    |
| 3     | Ewelina Marcisz     | MKS Halicz Ustrzyki Dolne | 17:40,5    |
| 4     | Marcela Marcisz     | MKS Halicz Ustrzyki Dolne | 18:18,1    |
| 5     | Martyna Galewicz    | LKS Poroniec Poronin      | 18:27,4    |
| 6     | Monika Fundanicz    | MKS Halicz Ustrzyki Dolne | 18:51,2    |
| 7     | Anna Staręga        | UKS Rawa Siedlce          | 18:53,8    |
| 8     | Aleksandra Prekurat | KS AZS-AWF Katowice       | 19:32,4    |
| 9     | Anna Słowiok        | KS AZS-AWF Katowice       | 19:42,2    |
| 10    | Natalia Grzebisz    | UKS Rawa Siedlce          | 19:44,7    |

Datum: 26. März

Es waren 22 Läuferinnen am Start.

### 15 km Freistil Massenstart
| Platz | Name                | Verein                    | Zeit(min) |
| ----- | ------------------- | ------------------------- | --------- |
| 1     | Sylwia Jaśkowiec    | KS AZS-AWF Katowice       | 37:08,3   |
| 2     | Paulina Maciuszek   | LKS Poroniec Poronin      | 37:59,0   |
| 3     | Magdalena Kozielska | UKS Regle Kościelisko     | 39:52,9   |
| 4     | Martyna Galewicz    | LKS Poroniec Poronin      | 39:53,7   |
| 5     | Ewelina Marcisz     | MKS Halicz Ustrzyki Dolne | 40:59,1   |
| 6     | Agata Marek         | KS AZS-AWF Katowice       | 41:13,1   |
| 7     | Natalia Grzebisz    | UKS Rawa Siedlce          | 41:19,0   |
| 8     | Anna Staręga        | UKS Rawa Siedlce          | 41:24,2   |
| 9     | Aleksandra Prekurat | KS AZS-AWF Katowice       | 41:30,2   |
| 10    | Monika Fundanicz    | MKS Halicz Ustrzyki Dolne | 41:33,4   |

Datum: 27. März

Es waren 20 Läuferinnen am Start.